# Lei da Separação do Estado das Igrejas

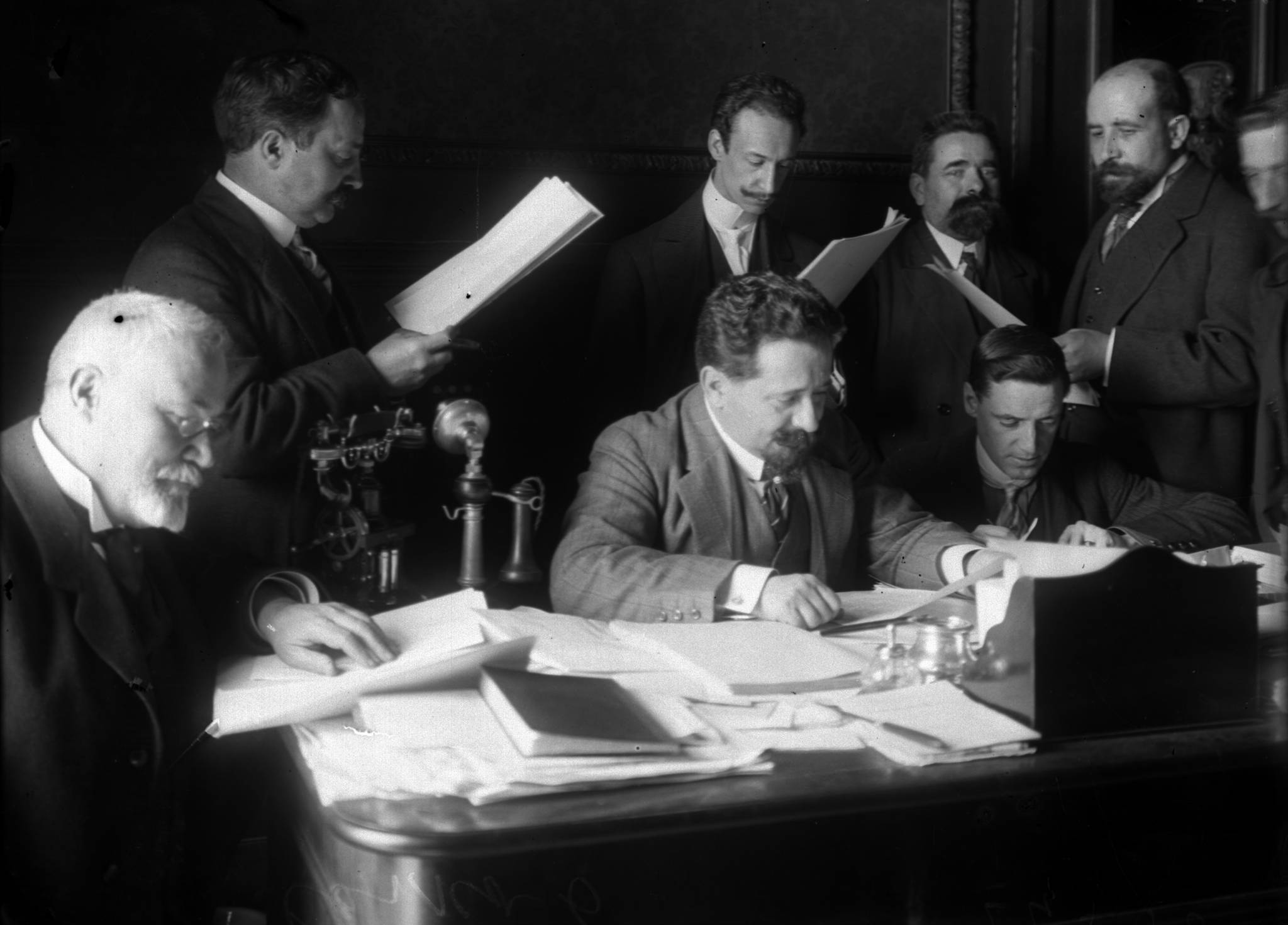
Afonso Costa assina a Lei da Separação do Estado das Igrejas, a 20 de Abril de 1911.

A Lei da Separação do Estado das Igrejas foi aprovada por decreto com força de lei, de 20 de Abril de 1911, do Governo Provisório da República Portuguesa, e publicada no Diário do Governo de 21 do mesmo mês. Os bens da Igreja Católica são nacionalizados e as manifestações públicas de culto passam a ser fiscalizadas. Como resposta, a Santa Sé corta relações diplomáticas com Portugal.

## Estrutura
A Lei é constituída por sete capítulos:
I - Da Liberdade de consciência e de culto;
II - Das corporações e entidades encarregadas do culto;
III - Da fiscalização do culto público;
IV - Da propriedade e encargos dos edifícios;
V - Do destino dos edifícios e bens;
VI - Das pensões aos ministros da religião catholicos;
VII - Disposições geraes e transitorias

## Princípios
Entre os seus princípios mais importantes destacam-se:
- A liberdade de consciência para os portugueses e estrangeiros      A tua
- A religião católica deixar de ser a religião do Estado (artigo 2.º);
- Ninguém poder ser perseguido por motivos de religião (artigo 3.º);
- A república não reconhecer, não sustentar, nem subsidiar culto algum (artigo 4.º);
- A extinção das côngruas e outras imposições (artigo 5.º);
- A condenação em pena de prisão correcional de todos os que, por actos de violência, perturbarem ou tentarem impedir o exercício legítimo do culto de qualquer religião (artigo 11.º);
- A proibição de realização de reuniões políticas nos lugares habitualmente destinados ao culto de qualquer religião (artigo 50.º);
- A autorização de cerimónias, procissões e outras manifestações exteriores do culto apenas onde e enquanto constituírem um costume inveterado dos cidadãos da respectiva circunscrição (artigo 57.º);
- A regulação dos toques dos sinos pela autoridade administrativa municipal de acordo com os usos e costumes de cada localidade (artigo 59.º);
- A cedência gratuita e a título precário, na medida do estritamente necessário, das catedrais, igrejas e capelas que têm servido ao exercício público do culto católico assim como os objectos mobiliários que as guarnecem, à corporação encarregada do culto, pelo Estado ou pelo corpo administrativo local (artigo 89.º).